# Conus thailandis
Espèce
Conus thailandis est une espèce de mollusques gastéropodes marins de la famille des Conidae.
Comme toutes les espèces du genre Conus, ces escargots sont prédateurs et venimeux. Ils sont capables de « piquer » les humains et doivent donc être manipulés avec précaution, voire pas du tout.

## Taxonomie

### Publication originale
L'espèce Conus thailandis a été décrite pour la première fois en 1978 par le malacologiste américain António José da Motta (d) dans « The Centre of Thai Natural Study »,.

### Synonymes
- Conus (Darioconus) thailandis da Motta, 1978 · appellation alternative
- Conus crocatus thailandis da Motta, 1978 · non accepté
- Darioconus crocatus thailandis (da Motta, 1978) · non accepté
- Darioconus thailandis (da Motta, 1978) · non accepté